# Луције Вер
Луције Цејоније Комод Вер Јерменијак (лат. Lucius Aurelius Verus, 15. децембар 130. – јануар/фебруар 169.) је био римски цар од 161. до своје смрти 169. године, заједно са својим усвојеним братом Марком Аурелијем. Био је члан династије Нерва-Антонин. Верово наслеђе заједно са Марком Аурелијем означило је први пут да је Римском империјом истовремено владало више од једног императора, што је све чешћа појава у каснијој историји Царства.
Рођен 15. децембра 130. године, био је најстарији син Луција Елија Цезара, првог усвојеног сина и наследника Хадријана. Одрастао и образован у Риму, имао је неколико политичких функција пре него што је преузео престо. Након смрти његовог биолошког оца 138. године, усвојио га је Антонин Пије, којег је и сам усвојио Хадријан. Хадријан је умро касније те године, а Антонин Пије је наследио престо. Антонин Пије ће владати царством до 161. године, када је умро, а наследио га је Марко Аурелије, који је касније свог усвојеног брата Вера подигао за ко-цара.
Као цар, већи део његове владавине био је окупиран његовим вођењем рата са Партијом који се завршио победом Римљана и неким територијалним освајањем. Након првобитног учешћа у Маркоманским ратовима, разболео се и умро 169. Римски сенат га је дефиковао као Божанског Вера (Divus Verus).

## Биографија
Луције Вер је био син Авидије и Луција Елија, који је био предвиђен да наследи цара Хадријана. Али, Луције Елије је умро 138. године, па је Хадријан изабрао Антонина Пија за свог наследника, под условом да Антонин усвоји Луција Вера и Марка Аурелија, Хадријановог нећака. Луције Вер је био ученик чувеног оновременог научника Марка Корнелија Фронтона. 
Каријера Луција Вера је почела 153. године, када је постао квестор, а идуће године је био конзул. 161. заједно са Марком Аурелијем поново је постао конзул. Антонин Пије је умро 7. марта 161. године и наследио га је Марко Аурелије. Луције Вер је постао савладар, што се први пут догодило у историји Римског царства. Званично су оба цара имала једнаку власт, али је Марко Аурелије у стварности имао већу власт. Луције Вер је вршио контролу над војскама. Марко Аурелије је дао Веру своју кћер Луцију за жену. Заједно су имали троје деце.
Између 162. и 166. године Луције Вер је био на Истоку, командујући у рату против Парћана. У овом рату била је уништена Селеукија на Тигру, а палата парћанских краљева у Ктесифону је била спаљена 164. године. Римске легије су продрле све до Медије те године. Вологез IV парћански краљ је морао да препусти западну Месопотамију Римљанима. Луције Вер је био одличан командант. Приликом повратка у Рим, Луције Вер је добио право на тријумф, као и надимак „Јерменски“.
Следеће две године је провео у Риму. Живео је препуштајући се разним уживањима, разним светковинама. Нарочито се окренуо играма у цирку. Марко Аурелије није одобравао овакво понашање, али Луције Вер је и даље ефикасно обављао своје дужности. 
У пролеће 166. године дошло је до рата на Дунаву са Алеманима и Маркоманима. Рат је трајао све до 180. године, али Луције Вер није доживео његов крај. 169. године, када су се Луције Вер и Марко Аурелије вратили са бојишта, код Вера су се појавили симптоми тровања храном. Умро је после неколико дана. Ипак, можда је узрок његове смрти куга. 
Марко Аурелије је ожалио свог адоптивног брата иако се није увек с њим добро слагао. После сахране сенат је прогласио Луција Вера за бога.